# SAM Basket Massagno
SAM Basket Massagno is een Zwitserse basketbalclub uit Massagno opgericht in 1964.

## Geschiedenis
De club werd opgericht in 1964. In 2008 promoveerde de club als kampioen van de Zwitserse tweede klasse naar het hoogste niveau. In 2019 verloor Massagno de finale van de SBL Cup net zoals in 2021 en 2022. In 2023 wonnen ze de beker wel. In 2024 voegde ze daar een SBL Supercup aan toe.
In juli 2025 tekende Alain Attallah als hoofdcoach bij de club als opvolger van Salvatore Cabibbo.

## Erelijst
- Zwitserse tweede klasse: 1985, 2008
- SBL Cup: 2023
  - Tweede: 2019, 2021, 2022

- SBL Supercup: 2024

## Coaches
| Jaar      | Coach              |
| --------- | ------------------ |
| 2004-2007 | Franco Facchinetti |
| 2007-2009 | Fabrizio Rezzonico |
| 2009-2010 | Massimo Aiolfi     |
| 2010-2011 | Franco Facchinetti |
| 2011-2012 | Milutin Nikolić    |
| 2012-2016 | Robbi Gubitosa     |
| 2016-2017 | Renato Pasquali    |
| 2017-2024 | Robbi Gubitosa     |
| 2024-2025 | Salvatore Cabibbo  |
| 2025-     | Alain Attallah     |

## Bekende (oud-)spelers
- Raijon Kelly